# Cláudio Santoro
 (juillet 2025).
Si vous disposez d'ouvrages ou d'articles de référence ou si vous connaissez des sites web de qualité traitant du thème abordé ici, merci de compléter l'article en donnant les références utiles à sa vérifiabilité et en les liant à la section « Notes et références ».
Pour les articles homonymes, voir Santoro.
Cláudio Franco de Sá Santoro, né le 23 novembre 1919 à Manaus et mort le 27 mars 1989 à Brasilia, est un compositeur, chef d'orchestre, violoniste et pédagogue brésilien.

## Biographie
Cláudio Santoro naît à Manaus le 23 novembre 1919. Après des premières leçons de violon enfant dans sa ville natale, Cláudio Santoro poursuit son apprentissage de l'instrument au Conservatoire de musique du Brésil, à Rio de Janeiro, entre 1935 et 1937. Puis il commence sa formation à la composition de 1939 à 1941, entre autres avec Hans-Joachim Koellreutter et rejoint le groupe Música Viva avec d'autres élèves de Koellreutter. En 1947-1948, il étudie à Paris la composition avec Nadia Boulanger et la direction d'orchestre avec Eugène Bigot. Il profite de son séjour en Europe pour participer au second Congrès international des compositeurs et des critiques musicaux qui se tient à Prague en mai 1948.
Parmi ses activités, il est violoniste à l'Orchestre symphonique du Brésil (1941-1947, à Rio de Janeiro) et professeur de composition au département musique de l'université de Brasilia (1962-1965). Effectuant régulièrement des séjours à l'étranger durant sa carrière, il enseigne en particulier la composition et la direction d'orchestre à l'École de Mannheim (Allemagne) entre 1970 et 1978.
De 1979 à 1981 puis de 1985 à 1989, il est le chef fondateur de l'Orchestre symphonique du Théâtre national de Brasilia. Le 27 mars 1989, durant une répétition avec cet orchestre, il meurt d'une crise cardiaque à 69 ans. Depuis son décès, le théâtre en question est dénommé Théâtre national Cláudio Santoro (en).

## Style
Sa musique est notamment influencée par le dodécaphonisme et la technique aléatoire. Ses sympathies communistes le portent également à promouvoir le style du réalisme socialiste. Compositeur prolifique, on lui doit entre autres des pièces pour piano (dont cinq sonates), de la musique de chambre (dont cinq sonates pour violon et piano et neuf quatuors à cordes), des concertos (dont trois pour piano), quatorze symphonies et de la musique vocale (dont des mélodies pour voix et piano, trois cantates, un requiem et un opéra).
Il est également l'auteur de pièces utilisant la musique électroacoustique (dont un cycle de Mutations I à XII, entre 1968 et 1976).

## Compositions (sélection)

### Pièces pour piano
- 1943 : 4 pièces
- 1945 : Sonate no 1
- 1948 : Sonate no 2
- 1950 : 5 préludes (1re série)
- 1952 : 9 pièces enfantines
- 1953 : Paulistanas (7 pièces)
- 1955 : Sonate no 3
- 1957 : Sonate no 4 Fantasia
- 1963 : 21 préludes (2e série)
- 1976 : Ballade
- 1988 : Sonate no 5

### Autres pièces pour instrument solo
- 1940 : Sonate pour violon
- 1942 : 3 pièces pour clarinette ; 4 épigrammes pour flûte
- 1988 : Suite pour violoncelle

### Musique de chambre
- 1937 : Quatuor à cordes (Fantaisie) Amazonas (non numéroté, inachevé)
- 1939 : Quatuor à cordes en sol (non numéroté)
- 1940 : Sonate no 1 pour violon et piano ; Trio pour clarinette, hautbois et basson
- 1941 : Sonate pour flûte et piano ; Sonate no 2 pour violon et piano
- 1942 : Trio à cordes ; Quintette à vent
- 1943 : Sonate no 1 pour violoncelle et piano ; Quatuor à cordes no 1
- 1946 : Sonate pour trompette et piano ; Trio pour clarinette, trompette et violoncelle
- 1947 : Sonate no 2 pour violoncelle et piano ; Quatuor à cordes no 2
- 1948 : Sonate no 3 pour violon et piano
- 1951 : Sonate no 4 pour violon et piano ; Sonate no 3 pour violoncelle et piano
- 1954 : Quatuor à cordes no 3
- 1956 : Quatuor à cordes no 4
- 1957 : Quatuor à cordes no 5
- 1963 : Sonate no 5 pour violon et piano ; Sonate no 4 pour violoncelle et piano
- 1964 : Quatuor à cordes no 6
- 1965 : Quatuor à cordes no 7
- 1973 : Trio avec piano
- 1976 : Duo pour clarinette et piano (+ version avec orchestre) : Dédié au Duo Wilfried Berk - Elisabeth Seiz
- 1977 : Trio pour flûte, clarinette et basson (commencé en 1946)
- 1980 : Quatuor à vent
- 1982 : Duo pour basson et piano ; Duo pour cor et piano ; Duo pour violon et violoncelle (ou violon et alto) ; Sonate pour alto et piano

### Musique pour orchestre

#### Concertos
- 1951 : Concerto pour violon no 1
- 1952 : Concerto pour piano no 1
- 1958 : Concerto pour violon no 2 (inachevé)
- 1959 : Concerto pour piano no 2
- 1960 : Concerto pour piano no 3 Pour la jeunesse
- 1961 : Concerto pour violoncelle
- 1988 : Concerto pour alto

#### Symphonies
- 1940 : Symphonie no 1 (pour 2 orchestres à cordes)
- 1945 : Symphonie no 2
- 1948 : Symphonie no 3
- 1954 : Symphonie no 4 Paix
- 1955 : Symphonie no 5
- 1958 : Symphonie no 6
- 1960 : Symphonie no 7
- 1963 : Symphonie no 8
- 1982 : Symphonie no 9 Hommage à Francisco Mignone ; Symphonie no 10 Amazonas
- 1984 : Symphonie no 11
- 1987 : Symphonie no 12 Symphonie concertante (avec 9 instruments solistes)
- 1988 : Symphonie no 13
- 1989 : Symphonie no 14 (achevée le 18 janvier)

#### Autres œuvres
- 1943 : Concerto pour orchestre de chambre (avec violon obligé)
- 1944 : Musique concertante (avec piano)
- 1946 : Variations sur une série dodécaphonique
- 1950 : Chant d'amour et de paix, pour orchestre à cordes
- 1951 : Suite de ballet Anticocos
- 1953 : Suite de ballet O Café ; Ode funèbre ; Choro (avec saxophone ténor)
- 1955 : Braziliana
- 1959 : Ballet Icamiabas
- 1966 : Trois abstractions pour orchestre à cordes
- 1980 : Concerto grosso (avec quatuor à cordes) ; Fantaisie (avec violon)
- 1985 : Trois fragments sur BACH pour orchestre à cordes
- 1986 : Suite brésilienne Année I
- 1988 : Concerto pour orchestre de chambre (orchestre à cordes)

### Musique vocale
- 1958 : Chansons d'amour pour voix et piano (1re série)
- 1959 : Chansons d'amour pour voix et piano (2e série)
- 1962 : Oratorio Berlin, le 13 août pour narrateur, chœurs et orchestre
- 1971 : Cantate no 1 Élégiaque pour narrateur, deux chœurs et orchestre
- 1979 : Cantate no 2 pour ténor (ou soprano) et orchestre (ou ténor, chœurs et orchestre à cordes)
- 1981 : Cantate no 3 Isolement pour ténor (ou soprano) et orchestre
- 1983 : Messe à 6 voix In Memoriam pour ténor, baryton, basse, chœurs et orchestre
- 1984 : Oratorio Les Statuts de l'Homme pour soprano, contralto, ténor, basse, chœurs et orchestre
- 1985 : Opéra Alma (en 4 actes, sur un livret du compositeur)
- 1986 : Requiem pour JK pour soprano, baryton, chœurs et orchestre
- 1987 : Fantaisie pour voix de femme, violon et piano
- 1988 : O Soldado, 9 mélodies pour voix et piano